# Mehdi Ravaei
Mehdi Ravaei (* 15. August 1980) ist ein ehemaliger iranischer Leichtathlet, der sich auf den Speerwurf spezialisiert hat.

## Sportliche Laufbahn
Erste internationale Erfahrungen sammelte Mehdi Ravaei im Jahr 2003, als er bei den Asienmeisterschaften in Manila mit einer Weite von 67,05 m den siebten Platz belegte. 2005 nahm er an der Sommer-Universiade in Izmir teil und schied dort mit 65,30 m in der Qualifikationsrunde aus und gelangte anschließend bei den Westasienspielen in Doha mit 68,37 m auf Rang vier. 2010 erreichte er bei den Asienspielen in Guangzhou mit 74,31 m Rang sieben und im Jahr darauf bestritt er in Teheran seinen letzten offiziellen Wettkampf und beendete daraufhin seine aktive sportliche Karriere im Alter von 31 Jahren.
2007 wurde Ravaei iranischer Meister im Speerwurf.